# Municipio de Etna (Indiana)
El municipio de Etna (en inglés: Etna Township) es un municipio ubicado en el condado de Kosciusko en el estado estadounidense de Indiana. En el año 2010 tenía una población de 1503 habitantes y una densidad poblacional de 28,48 personas por km².

## Geografía
El municipio de Etna se encuentra ubicado en las coordenadas 41°18′00″N 86°2′00″O / 41.30000, -86.03333. Según la Oficina del Censo de los Estados Unidos, el municipio tiene una superficie total de 52.77 km², de la cual 52,23 km² corresponden a tierra firme y (1,03 %) 0,54 km² es agua.

## Demografía
Según el censo de 2010, había 1503 personas residiendo en el municipio de Etna. La densidad de población era de 28,48 hab./km². De los 1503 habitantes, el municipio de Etna estaba compuesto por el 97,27 % blancos, el 0,2 % eran afroamericanos, el 0,33 % eran amerindios, el 0,2 % eran asiáticos, el 1,33 % eran de otras razas y el 0,67 % eran de una mezcla de razas. Del total de la población el 2,53 % eran hispanos o latinos de cualquier raza.